# 1079

## Evenimente
- 24 martie: Frederic de Staufen se căsătorește la Ratisbona cu Agnes, fiica împăratului Henric al IV-lea, de la care primește învestitura pentru comitatul de Suabia; este vorba de originile pretențiilor familiei Hohenstaufen la tronul imperial.
- 11 aprilie: Stanislas de Szczepanow, episcop de Cracovia, este asasinat din ordinul regelui Boleslav al II-lea al Poloniei, fiind acuzat de încurajarea revoltei nobililor împotriva regalității; fiind însă excomunicat, Boleslav este silit să abandoneze Polonia și se refugiază în Ungaria; tronul este ocupat de fratele său, Vladislav I Herman, apropiat al împăratului Henric al IV-lea prin căsătoria cu una dintre fiicele acestuia, Judith, drept pentru care acceptă să plătească germanilor tribut pentru Silezia.

### Nedatate
- Ca urmare a morții lui Hakan "cel Roșu", regatul Suediei revine fostului rege, Halsten, care începe astfel o nouă domnie, alături de fratele său Inge "cel Bătrân".
- Insula Man este invadată de regele celt Godred Crovan.

## Arte, științe, literatură și filozofie
- Astronomul persan Omar Khayyam realizează cel mai precis calcul al duratei anului.
- Este întemeiată mănăstirea din Burgos, de către Constance de Burgundia.

## Înscăunări
- Halsten (revenit pe tron) și Inge "cel Bătrân", regi ai Suediei.
- Vladislav I Herman, rege al Poloniei (1077-1102)

## Nașteri
- 8 august: Horikawa, împărat al Japoniei (d. 1107)
- Pierre Abelard, teolog și filozof francez (d. 1142)

## Decese
- 11 aprilie: Sfântul Stanislas, episcop de Cracovia, sfânt patron al Poloniei (n. 1030)
- Boleslav al II-lea (cel Generos), rege al Poloniei (n. 1042)
- Hakan "cel Roșu", rege al Suediei (n. ?)
- Wen T'ung, pictor și poet chinez (n. 1018)